# Christian Friedrich von Deutsch

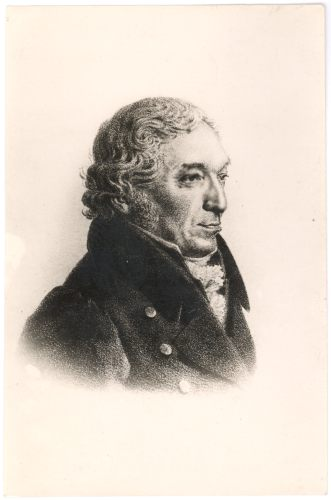
Christian Friedrich von Deutsch

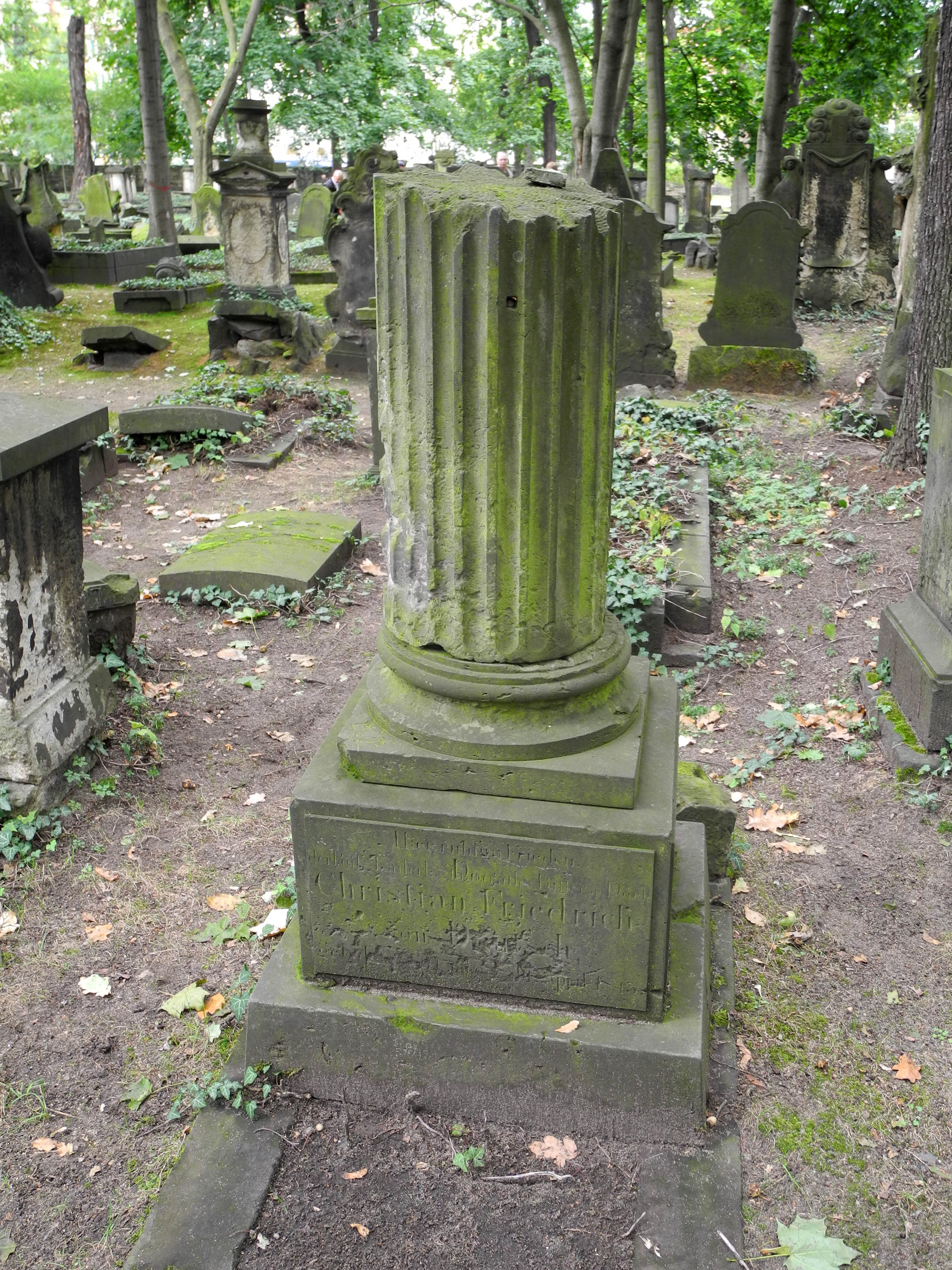
Grabstätte von Christian Friedrich von Deutsch auf dem alten Eliasfriedhof in Dresden

Christian Friedrich von Deutsch (* 28. September 1768 in Frankfurt (Oder); † 17. April 1843 in Dresden) war ein deutscher Mediziner. Nach seiner Lehrtätigkeit an der Universität Erlangen wurde Deutsch 1805 als Professor für Geburtshilfe an die Kaiserliche Universität Dorpat berufen. Dort wirkte er als Rektor von 1809 bis 1810.

## Leben
Christian Friedrich von Deutsch verlor im Alter von acht Jahren seinen Vater. Mit Mutter und Stiefvater zog er nach Halle, besuchte dort die Schule und studierte zunächst Theologie. Ab 1791 studierte er in Göttingen, Halle und Erlangen Medizin. 1792 wurde er in Halle unter Kurt Sprengel zum Dr. med. promoviert und erhielt von ihm die Erlaubnis, Vorlesungen zu halten. Von 1796 bis 1804 war er außerordentlicher Professor für Entbindungskunde in Erlangen und betrieb eine eigene Praxis. Ab Sommer 1805 bis zu seiner Emeritierung 1834 war er Professor für Entbindungskunde, Weiber- und Kinderkrankheiten an der Kaiserlichen Universität Dorpat. Dort hatte er 1806, 1810, 1813 und 1820 das Amt des Dekans sowie von 1808 bis 1809 das des Rektors der medizinischen Fakultät inne.
In Halle war Deutsch Mitglied der Freimaurerloge Zu den drei Degen, in Erlangen wurde er Mitglied der Loge Libanon zu den drei Cedern.
Aus erstes Ehe von 1793 bis 1810 mit Sophie Friederike Goldhagen gingen sieben Töchter und ein Sohn hervor. 1818 heiratete er Christine von Sivers, mit der er einen zweiten Sohn hatte. Nach dem Tode der zweiten Frau besuchte er von 1835 bis 1839 auf Reisen durch Deutschland zahlreiche Irrenanstalten und Heilquellen und lebte zuletzt verwitwet in Dresden, wo er am 17. April 1843 verstarb.

## Auszeichnungen
- 1829: Russischer Orden der Heiligen Anna 2. Klasse.
- 1833: Ehrenzeichen für untadelhaften Dienst.

## Werke
- Dissert. Inauguralis de graviditatis abdominalis singulari observatione. 1792.
- Prolusio de necessitate obstetrices bene institutas publica auctoritate constituendi. 1798.
- Tagebücher über Heilquellen und Irren-Anstalten Deutschlands. (handschriftlich 1835 bis 1839)